# Bourbach-le-Bas
Bourbach-le-Bas é uma comuna francesa na região administrativa de Grande Leste, no departamento Alto Reno. Estende-se por uma área de 6,05 km². Em 2010 a comuna tinha 573 habitantes (densidade: 94,7 hab./km²).